# 興和 (東魏)
興和（こうわ）は、南北朝時代の東魏において、孝静帝の治世に使用された元号。539年11月 - 542年12月。

## 西暦・干支との対照表
| 興和 | 元年  | 2年   | 3年   | 4年   |
| 西暦 | 539年 | 540年 | 541年 | 542年 |
| 干支 | 己未  | 庚申  | 辛酉  | 壬戌  |